# ФК „Синсинати“
ФК Синсинати е футболен отбор от гр. Синсинати, щата Охайо, САЩ, основан през 2018 г. Играе в източната конференция на МЛС и наследява отбора със същото име, който преди това играе в по-ниските дивизии. Отборът играе на Ниперт Стейдиъм заедно с клуба по американски футбол Синсинати Биъркатс, но строи свой собствен стадион, който трябва да е готов през 2021 година. Собственик на тима е бизнесмена Карл Линднер III.
Клубът е създаден през 2018 година като собственици са множество инвеститори. Първият си мач в Мейджър Лийг Сокър изиграва на 2 март 2019 година срещу Сиатъл Саундърс, който е загубен с 4-1.
Клубът има дерби с другия футболен отбор от щата - Кълъмбъс Крю.